# Bogucki Wydawnictwo Naukowe
Oficyna Bogucki Wydawnictwo Naukowe zajmuje się przygotowaniem do druku i drukiem wydawnictw naukowych i popularnonaukowych, zarówno tytułów własnych, jak i wykonywanych usługowo. Od roku 1993 oficyna wydała ponad 450 tytułów. Wśród klientów wydawnictwa znajdują się uczelnie i inne instytucje m.in.: Ministerstwo Kultury i Dziedzictwa Narodowego (seria Straty Wojenne – 8 tomów i 9 innych pozycji) i Uniwersytet im. Adama Mickiewicza w Poznaniu (ponad 100 wydanych tytułów).
W wydawnictwie ukazują się także ogólnopolskie czasopisma naukowe: Notatki ornitologiczne, Folia Malacologica, Phytopathologia Polonica, Dendrobiology.